# Ашхабад (аэропорт)
Международный аэропо́рт Ашхаба́д ((ИАТА: ASB, ИКАО: UTAA) туркм. Aşgabat halkara howa menzili) — международный аэропорт города Ашхабада, столицы Туркменистана. Пропускная способность аэровокзала, построенного в 2016 году — 1600 пассажиров в час. В аэропорту базируется авиакомпания «Туркменистан». Используется для пассажирских международных и внутренних рейсов, рейсов бизнес-авиации и грузовых рейсов.
Граждане всех стран имеют право безвизовый транзита через международную транзитную зону международного аэропорта Ашхабада. 

## История

### Аэропорт во времена СССР
Начало туркменской гражданской авиации можно считать 1927 года, в это время начала работать авиасообщения, между Чарджоу и Ташаузом, перелётом через населённые пункты Турткуль и Ново-Ургенч. Для этого авиасообщения использовались самолёты для пассажиров «Юнкерс» Ю-13 для четырёх человек, которые закупались в Германии, а также пассажирские советские самолёты К-4. 8 самолётов обслуживали эту авиалинию. Позже, в 1932 году были приобретены советские самолёты для перевозки пассажиров. Самолёты К-5 имели шесть мест, а также самолёты АНТ-9, которые имели двенадцать мест. С пополнением воздушного флота Туркменистана, в 1932 году в аэропорту Чарджоу образовалось авиаподразделение, непосредственно обслуживающий маршрут Чарджоу-Ташауз, без пересадок в другие населённые пункты.

### Аэропорт имени Сапармурата Туркменбаши

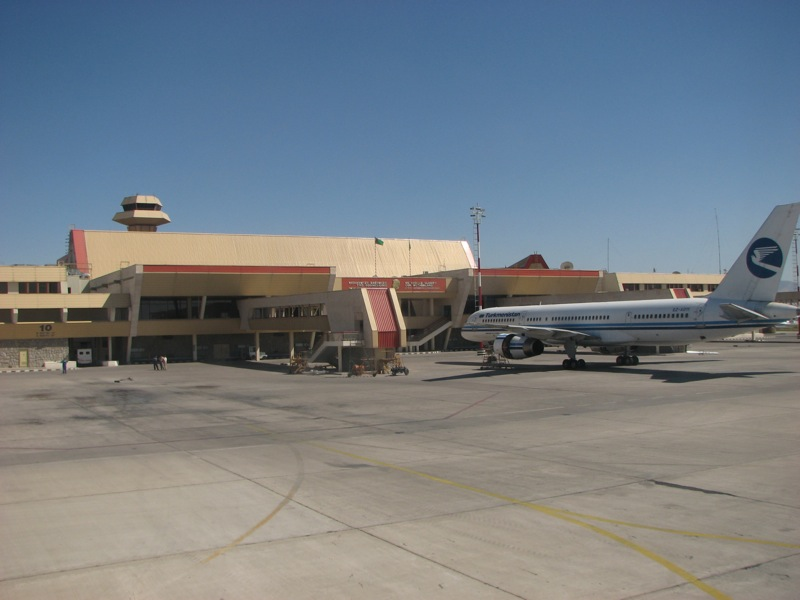
Старое здание аэропорта имени Сапармурата Туркменбаши, демонтировано

Диспетчерская вышка старого аэропорта, демонтирована

В 1994 году состоялось открытие нового здания ашхабадского аэровокзала, имеющего уникальную архитектуру и современное техническое оснащение. Имеются две искусственные взлётно-посадочные полосы, оборудованные по второй категории ИКАО и перрон, позволяющий принимать воздушные суда всех типов. Ежегодно услугами аэропорта пользовалось более полутора миллионов пассажиров на местных и международных воздушных линиях. На территории аэровокзала к услугам пассажиров имелись просторные залы ожидания, службы паспортного, таможенного и пограничного контроля, работающие в круглосуточном режиме, службы справочной информации, залы VIP и CIP, бизнес-клуб, кассы по продаже и бронированию билетов, магазины, бары, пункты быстрого питания, пункт обмена валюты, новые конвейерные системы транспортировки багажа, международная телефонная связь, комната матери и ребёнка, офисы представительств иностранных авиакомпаний. Здание было демонтировано в 2013 году. С 1994 по 2016 год аэропорт носил имя первого президента страны Сапармурата Ниязова.

### Новый аэропорт (2016)

Новый главный терминал ашхабадского аэропорта, построенный в виде птицы сокола

17 сентября 2016 года состоялось открытие нового аэропорта при участии президента Туркменистана Гурбангулы Бердымухамедова. Строительство аэропорта началось турецкой компанией «Полимекс» в январе 2013 года и завершилось в сентябре 2016 года.
Проект включает в себя строительство трёх терминалов — пассажирского, ВИП и грузового. Построена новая взлётно-посадочная полоса длиной 3800 метров и реконструирована действующая ВПП. Построены рулёжные дорожки, парковочные места и перроны для воздушных судов, башни службы управления воздушным движением, диспетчерская вышка длиной 72 метра. Общая площадь участка, на котором разместился аэровокзальный комплекс, составляет 1200 гектаров.
Новый терминал международного аэропорта представлен для жителей и гостей столицы в виде птицы сокола — лачин, который расправил крылья. Здание построено из стальных конструкций, стекла, а также облицовано белым камнем, которое завораживает своей красотой. На территории международного аэропорта имеется тридцать телескопических гейтов, которые обслуживают пассажиров для прохода в самолет, а также с самолета в здание терминала. Территория терминала составляет 166 тысяч квадратных метров, а также высоту 45 метров, а длина состоит более 68- метров.
Новый аэровокзальный комплекс, имея уникальный дизайн современности является «визитной карточкой» столицы Туркменистана. Международный аэропорт Ашхабада имеет способность обслуживать ежегодно более 14 миллионов человек, для чего в аэропорту работают более 1800 специалистов авиации. Для удобства и безопасности пассажиров, в аэропорту сосредоточены последние инновационные технологии, которые будут обеспечивать безопасность в международном аэропорту Ашхабада. Так, на территории аэропорта сосредоточены телескопические мосты, для безопасного прохождения пассажиров до самолета и обратно, стойки электронной регистрации, где пассажирам предоставлены все услуги, а также имеются запущенные лифты и эскалаторы. Кроме этого, на территории аэропорта предусмотрено HVAC — системы охлаждения, а также отопления. Также имеются, FIDS — системы оповещения, которые на разных языках доступно дают информацию о вылетах на электронном табло, а также X-RAY — рентгеновские сканеры, которые помогают своевременно выявлять противопоказанные средства; CCTV — системы видеонаблюдения, которая дает службе безопасности аэропорта своевременно выявлять любые правонарушения. В международном аэропорту также налажены работы современной противопожарной системы, и непосредственно системы сигнализации.
Пассажирский терминал пятиэтажный и рассчитан для местных и международных авиарейсов. Построены залы ожидания и регистрации, информационные табло, справочные бюро, сенсорная электронная справочная система, билетные кассы, интернет-кафе, почтовые отделения, телефоны-автоматы, пункты аренды автотранспорта и резервирования мест в отелях, обмена валюты, банкоматы, камеры хранения, кафетерии, рестораны, магазины «беспошлинной торговли». Предусмотрены гостиницы для пилотов и транзитных пассажиров, комнаты матери и ребёнка, специальные детские площадки, кабинеты оказания первой медицинской помощи, киоски прессы и розничной торговли, конференц-зал.
Грузовой терминал со складскими помещениями рассчитан на обработку 200 тысяч тонн грузов в год с централизованной станцией для топливной заправки воздушных судов, ангаров для технического обслуживания самолётов и вертолётов.
На территории аэропорта разместились административные здания Государственной национальной службы «Туркменховаеллары», предприятия авиационного транспорта «Туркменистан» и лётного отряда «Туркменских авиалиний». Построена школа по подготовке авиационного персонала, где одновременно смогут обучаться 600 человек и тренажёрный комплекс для обучения экипажей, медицинский и спортивно-оздоровительный центры, подземные и открытые автостоянки — служебные и для пассажиров. Также планируется открыть музей развития туркменской авиации.
Подъехать к аэропорту на автомобиле можно либо по проспекту Битарап Туркменистан, либо по проспекту Атамурата Ниязова. Вокруг аэропорта оборудована круглосуточная парковка. На привокзальной площади расположены остановки городского транспорта и такси, позволяющие доставлять пассажиров в любую точку Ашхабада.

### «Терминал 2»

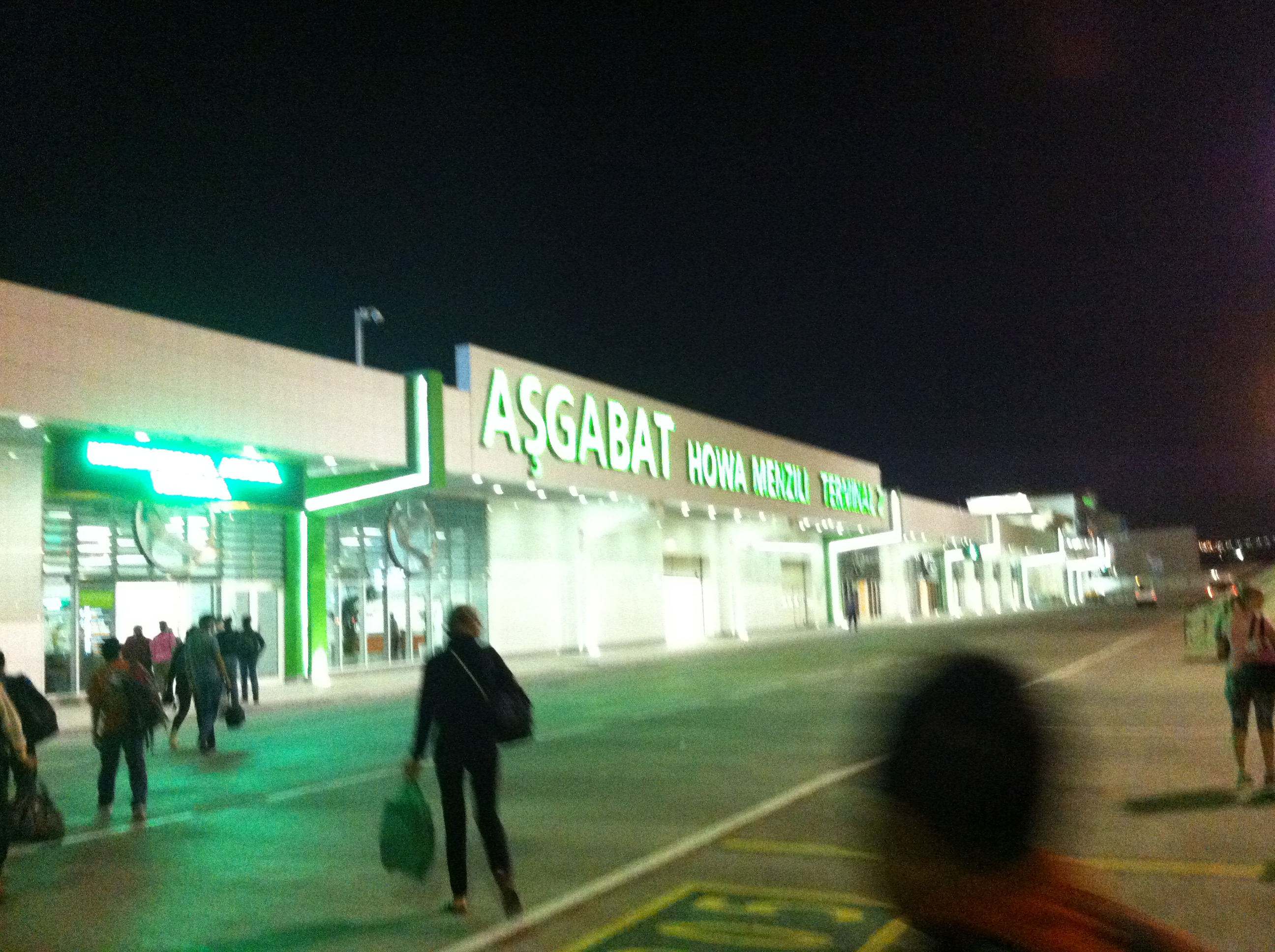
Терминал-2 аэропорта Ашхабада

Малый пассажирский «Терминал 2» нового международного аэропорта города Ашхабада построен на месте существовавшего с советских времён аэропорта. 26 марта 2014 года он был введён в эксплуатацию, временно взяв на себя обслуживание вылетающих и прилетающих в Ашхабад пассажиров на период сооружения главного пассажирского терминала международного аэропорта. Общая площадь малого терминала — 14 тысяч квадратных метров. Он способен обслуживать 1200 пассажиров в час международных и местных авиарейсов. Состоит из трёх частей: зоны местных рейсов, VIP-зоны и зоны международных авиарейсов. После ввода в строй в сентябре 2016 года основного аэровокзального комплекса, малый терминал используется для оформления пассажиров, вылетающих местными рейсами. С сентября 2016 года обслуживает только внутренние авиарейсы.

## Регулярные рейсы

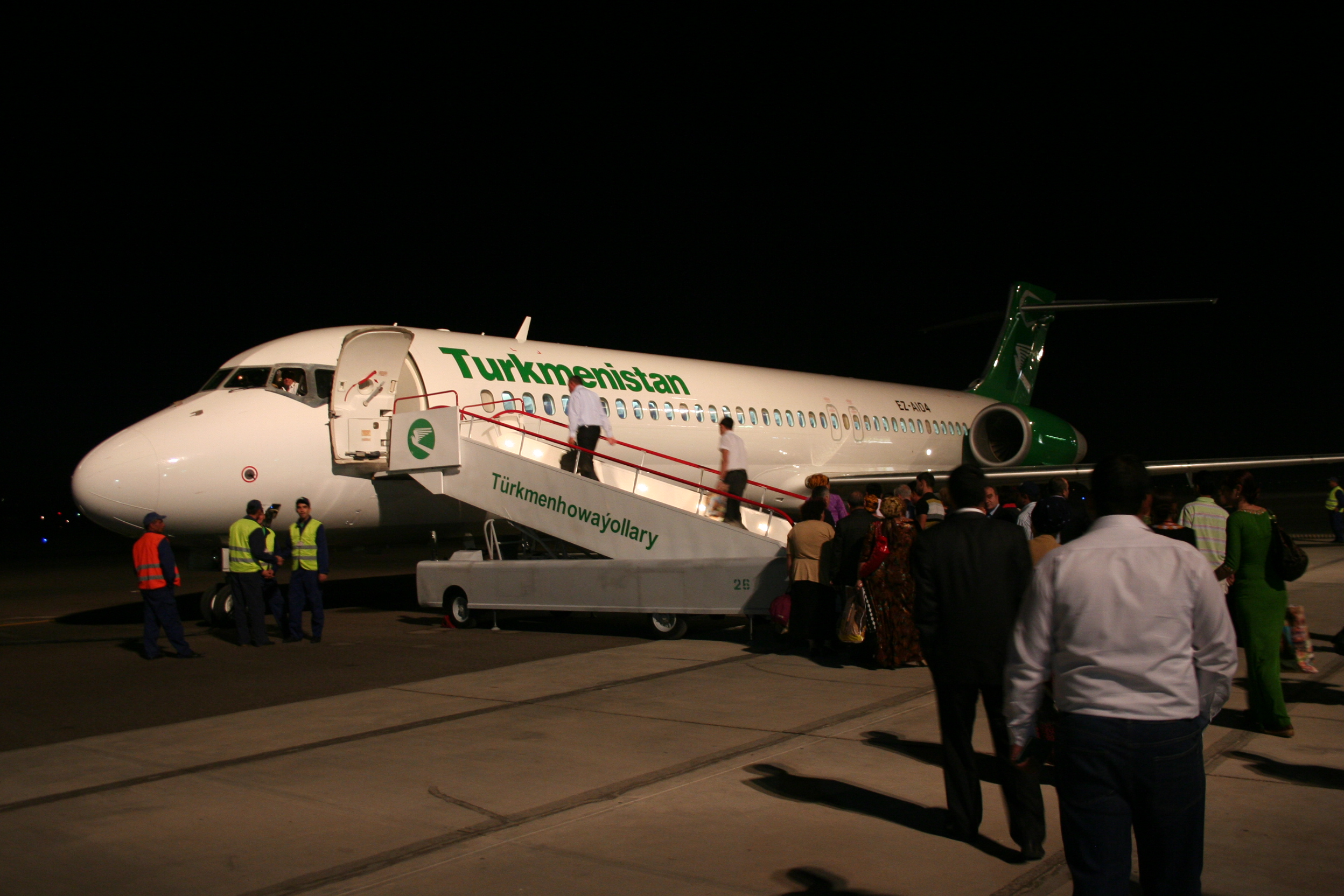
Самолёт Боинг 717 «Туркменских авиалиний» в аэропорту Ашхабада

В советское время аэропорт использовался исключительно для обслуживания авиарейсов внутри страны — СССР. В настоящее время, помимо самолётов авиапарка местной авиакомпании, аэропорт обслуживает самолёты нескольких зарубежных авиакомпаний мира, выполняющих как пассажирские, так и грузовые авиаперевозки.
С марта 2020 года по май 2022 года в целях предупреждения завоза и распространения коронавирусной инфекции все прибывающие в Туркменистан из-за рубежа самолёты переправлялись  в международный аэропорты Туркменабата или Туркменбаши. Аэропорт Ашхабада обслуживал только внутренние пассажирские рейсы.

## Наземный транспорт

### Автомобильное сообщение
Аэропорт расположен рядом с автомагистралью М37 и имеет с ней соединение в виде четырёхполосной трассы. На территории аэропорта доступны краткосрочная и долгосрочная парковки. Пассажиры, прибывшие на личных автомобилях, могут воспользоваться многоуровневыми паркингами (в основном подземными), расположенными вдоль терминала.

### Автобусное сообщение
От аэропорта до центра города Ашхабад курсируют регулярные автобусные маршруты №1, 18, 22, 58 и 76.

### Такси
Услуги такси в аэропорту Ашхабада предоставляет компания «Автомобиль улаг хызматы».

## Память и увековечение

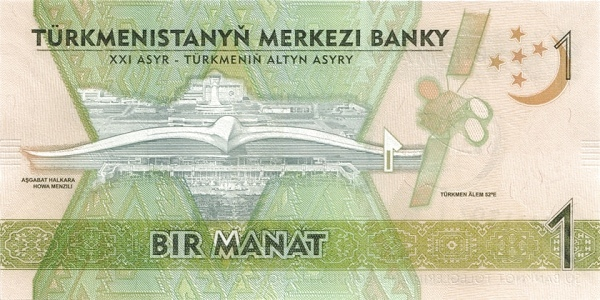
1 манат (2017)

Ашхабадский международный аэропорт изображён на банкноте номиналом 1 манат.